# Glyptogluteus augustus
Glyptogluteus augustus är en spindeldjursart som beskrevs av J. Mark Rowland 1973. Glyptogluteus augustus ingår i släktet Glyptogluteus och familjen Thelyphonidae. Inga underarter finns listade i Catalogue of Life.